# Drew Sanders
Drew Sanders (Dallas, 31 dicembre 2001) è un giocatore di football americano statunitense che milita nel ruolo di linebacker per i Denver Broncos della National Football League (NFL).

## Carriera

### Denver Broncos
Al college Sanders giocò a football ad Alabama (2020-2021) e ad Arkansas (2022). Nel 2020 vinse il campionato NCAA e nel 2022 fu premiato come All-American. Fu scelto nel corso del terzo giro (67º assoluto) del Draft NFL 2023 dai Denver Broncos. Debuttò come professionista subentrando nella gara del primo turno contro i Las Vegas Raiders. Nel terzo turno disputò la prima gara come titolare contro i Miami Dolphins mettendo a segno un tackle. La sua stagione da rookie si chiuse con 24 placcaggi e un fumble recuperato disputando tutte le 17 partite, di cui 4 come titolare.